# فابیو برتولی
فابیو برتولی (انگلیسی: Fabio Bertoli؛ زادهٔ ۲۰ مارس ۱۹۹۶) بازیکن فوتبال اهل ایتالیا است.
از باشگاه‌هایی که در آن بازی کرده‌است می‌توان به باشگاه فوتبال برشا اشاره کرد.
وی همچنین در تیم‌های ملی فوتبال زیر ۱۷ سال ایتالیا و زیر ۲۱ سال ایتالیا بازی کرده‌است.